# Keurmerk
Een keurmerk of label is een  beeldmerk of logo op een product dat visueel in één oogopslag verklaart dat een product of dienst aan bepaalde kwaliteitseisen voldoet. Voor een betrouwbaar keurmerk is het noodzakelijk dat het keurend bedrijf zelf ook werd gekeurd waardoor het zeker onafhankelijk en deskundig beoordeelt.
Voordat een keurmerk op een product wordt aangebracht heeft de fabrikant eerst de toestemming nodig van de keurmerkeigenaar, dit kan een persoon of rechtspersoon zijn. De keurmerkeigenaar zal dit vaak uitbesteden aan een certificerende instelling (CI) of auditbureau met accreditatie omdat een geaccrediteerde CI de meeste betrouwbare vorm van keuringen zijn.
Dienstverleningen voor reisbureaus, installateurs, vervoer, zorg, verhuizers, enz. worden erkend via erkenningsregeling met keurmerk zodat zij ook kunnen aantonen dat hun activiteiten voldoen aan de vooropgestelde voorwaarden. Een keurmerk en erkenningsregeling is niet hetzelfde als een certificaat op een document.

## Indeling keurmerken
Een keurmerk maakt het gemakkelijk te kiezen voor gezondere en duurzame producten zodat iedereen die het koopt een bijdrage levert aan mens, milieu, dier en klimaat. Op deze wijze kan een product of merk zich onderscheiden van andere gelijkaardige producten door aan te tonen de nodige eisen in acht te nemen. Keurmerken worden ingedeeld aan de hand van vier belangrijke aspecten:
- Duurzaamheidskeurmerken: de drie gebieden zijn dierenwelzijn, mens en werk en milieu
- Keurmerken op basis van herkomst: bijvoorbeeld de streekcultuur zoals Halal en Koosjer
- Kwaliteit en werkomstandigheden: het beschermen van gebieden, producten en respect voor personeel en arbeiders
- Gezondheidskeurmerken: producten met een bepaalde samenstelling zoals gluten

Een keurmerk of label wordt gehanteerd bij allerhande branches die de nodige eisen stellen in de betreffende sector. De bekendste branches zijn o.a. voeding, schoonmaakmiddelen, cosmetica, kleding, uitvaart, klusmaterialen, papier, diensten, diverse producten, enz.

## Beoordelen van keurmerken
Een keurmerk dient in de eerste plaats om iets te vertellen wat zelf niet kan geverifieerd worden zoals de duurzaamheid, veiligheid, milieu, werkomstandigheden, enz. Helaas kunnen sommige ook onbetrouwbaar zijn. De consument heeft zelf de verantwoordelijkheid om in te schatten wat men van het keurmerk vindt. Er bestaan handige tips om de consumenten gemakkelijker te maken. Enkele voorbeelden zijn, koop enkel het product op basis van het keurmerk indien:
- De beloftes gemakkelijk zijn weer te vinden
- De beloftes kunt begrijpen
- Als de eisen die het keurmerk stelt goed genoeg zijn
- Tevreden bent over de controle van het keurmerk
- Als de fabrikant geen elementen gebruikt die nietszeggend zijn zoals “puur natuur” of “niet vervuilend”
- De geloofwaardigheid kan gecheckt worden

In Nederland kan de Keurmerkenwijzer-app geïnstalleerd worden om dit op een eenvoudige wijze te controleren.

## Europese Unie
Op Europees niveau kan een "label" naast "keurmerk" ook verwijzen naar een etikettering en certificaat van verplichte normen voor importeurs en distributeurs. De voornaamste zijn EU-producten, logo's voor landbouw- en visserijproducten, milieuvriendelijk ontwerpen, energie- en milieulabels en etikettering van chemische stoffen.

### Verplichte labels
Veel producten moeten voorzien zijn van de CE-markering voordat zij in de EU mogen verkocht worden, ongeacht waar ze zijn vervaardigd.
CE-markering:
Dit geeft aan dat een product volgens de fabrikant aan alle EU-eisen voldoet qua veiligheid, gezondheid en milieubescherming.
Energielabel:
Dit geeft de indeling weer van huishoudelijke apparaten naar energieverbruik op schaal van A tot en met G. Dit helpt consumenten te besparen en producten te kiezen die minder energie verbruiken.
AEEA-merkteken:
Het AEEA-merkteken (in het Engels WEEE-merkteken) geeft aan dat het product niet als ongesorteerd afval mag worden weggegooid, maar gescheiden moet worden ingezameld met oog op terugwinning en recycling.
Label voor schoeisel:
Om schoenen of ander schoeisel in één of meer EU-landen te verkopen moet dit voldoen aan de etiketteringsvoorschriften van de EU.
Textiellabel:
Kleding en andere textielproducten die in de EU worden verkocht moeten voorzien zijn van label waarop staat uit welke vezels het textiel bestaat.

### Vrijwillige keurmerken
Producten die in aanmerkingen komen kunnen het EU-milieukeur (Ecolabel) aanbrengen op producten die milieuvriendelijk zijn en aan strenge ecologische eisen voldaan zijn zoals:
EU-milieukeur:
Er zijn in de EU al meer dan 37 000 producten met die EU-milieukeur op de markt, wat betekent dat zij voldoen aan de strikte Europese milieucriteria.
E-merkteken:
Met het ℮-teken zegt de verkoper dat zijn product voldoet aan de EU-regels voor de vermelding van het volume of gewicht en voor de manier waarop dit volume of gewicht moet worden gemeten.

## Topkeurmerken
Met samenwerking tussen Milieu Centraal, het Voedingscentrum en andere experts wordt er elk jaar een internationale lijst gepubliceerd met keurmerken die inzetten op duurzaamheidswinst. Om geselecteerd te worden dienen keurmerken op eigen initiatief nog strengere eisen te stellen dan nodig op gebied van milieu, dier en/of mens. Topkeurmerken worden onafhankelijk gecontroleerd door een geaccrediteerde certificerende instelling (CI) in opdracht van hun betreffende branche en er heerst een sanctiebeleid. De lijst wordt zowel in Nederland als in België erkend.
Een topkeurmerk dient te voldoen aan drie eisen: ambitieus streng, transparant en de controle is betrouwbaar. Milieu Centraal beoordeelt hoe ambitieus de eisen voor duurzaamheid van het keurmerk of bedrijfslogo zijn waarvan alle aspecten een score van 0 tot en met 5 toegekend krijgen. Een topkeurmerk haalt minstens een score van 4 of 5 voor verschillende aspecten:
- 0: Het keurmerk stelt geen extra eisen bovenop de wettelijke eisen
- 1: De eisen van het keurmerk liggen ongeveer aan het gemiddelde in de branche
- 2: De eisen van het keurmerk liggen iets boven het niveau dat gangbaar is in de branche
- 3: De eisen zijn strenger dan de gangbare praktijk, maar kunnen nog een stuk strenger
- 4: De eisen zijn streng, maar het zijn niet de strengst mogelijke eisen
- 5: De eisen van het beeldmerk zijn zeer streng

Ook Albert Heijn streeft om een breed toegankelijk topkeurmerk van Milieu Centraal te worden met hun Natuur & Boer-beeldmerk. Op deze manier wil de supermarktketen het signaal geven aan klanten naar een gezonde, sociale en duurzame samenleving.

### Voeding
Keurmerken die erkend worden als topkeurmerk voor voedingsmiddelen zijn:
| Keurmerk                            | Hoedanigheid                                           | Doel |
| ----------------------------------- | ------------------------------------------------------ | --- |
| ASC                                 | Kweekvis, gekweekte schaal- en schelpdieren en zeewier | De invloed van het kweken van vis op het milieu te verlagen door regels voor minder antibioticagebruik, duurzamer visvoer en betere arbeidsomstandigheden van het personeel. |
| Beter Leven 2 en 3 sterren          | Dierenwelzijn                                          | De dierenbescherming heeft een keurmerk ontwikkeld om diervriendelijke producten te ondersteunen voor ei, zuivel en vlees.                                                   |
| Demeter                             | Dierenwelzijn, natuur, landschap en bewerking          | Biodynamische landbouw. |
| EKO                                 | Diervriendelijke werkwijze in de biologische landbouw  | Landbouw zonder chemisch bestrijdingsmiddel, kunstmest of genetisch gemodificeerd organismen.                                                                                |
| Europees biologisch                 | Biologische productie                                  | Biologische producten die met de Europese wettelijke normen in regel zijn en verplicht in de Europese Unie geproduceerd.                                                     |
| Fairtrade                           | Normen voor eerlijke handel                            | De boeren en telers hebben eerlijk loon gekregen en met hun rechten en gezondheid is goed omgegaan.                                                                          |
| MSC                                 | Visproducten van duurzame visserij                     | Bij duurzame visserij worden visstanden duurzaam beheerd en zo min mogelijk schade toegebracht aan het leven in de zee.                                                      |
| On the way to PlanetProof           | Duurzaamheid voor milieu en dierenwelzijn              | Een brede benadering van aandachtspunten en criteria voor fruit, aardappelen, zuivel, eieren, groenten, voedingsmiddelen, bloemen en planten.                                |
| Rainforest Alliance (inclusief UTZ) | Arbeidsomstandigheden, milieu en natuurbehoud          | Het beschermen van het regenwoud en het welzijn van arbeiders. Het keurmerk staat op tropische vruchten, chocolade, koffie en thee.                                          |
| Roundtable on Sustainable Palm Oil  | Palmolie                                               | Producten die hun plantages niet meer uitbreiden ten kosten van het regenwoud en de biodiversiteit. Het beschermt ook de rechten van arbeiders en de lokale bevolking.       |
| System of Rice Intensification      | Rijst                                                  | Dit keurmerk is beperkt te vinden in een aantal supermarkten en stelt eisen aan milieu en sociale aspecten.                                                                  |

### Klimaat
Keurmerken die erkend worden als topkeurmerk voor het klimaatimpact zijn:
| Keurmerk                              | Hoedanigheid                         | Doel |
| ------------------------------------- | ------------------------------------ | --- |
| Climate Neutral Certified             | Gericht op klimaatimpact             | Het keurmerk kan op producten staan zoals fruit, zuivel en koffie. Het is een topkeurmerk vanwege hoge score op controle, transparantie en milieu.                                  |
| KRAV                                  | Biologische voeding                  | Het Zweeds keurmerk is te vinden op (tropische) groente en fruit, vlees, zuivel, eieren, kweekvis, koffie, thee en wijn.                                                            |
| Fair for Life                         | Eerlijke handel                      | Gericht op producenten in een sociaaleconomisch kwetsbare positie zoals kleine boeren. Het logo staat op voedingsmiddelen die voor ten minste 80% bestaan uit landbouwingrediënten. |
| Soil Association                      | Organische beweging voor Boerderijen | Hun activiteiten omvatten campagne voeren voor lokale inkoop, openbaar onderwijs over voeding en certificering van biologisch voedsel en tegen intensieve landbouw.                 |
| Fair Trade Certified (Fair Trade USA) | Bedreigde diersoorten beschermen     | Ontwikkelingsmodel om ook boeren en vissers in een slechte, afhankelijke positie de kans te geven zich aan te sluiten. Bedreigde diersoorten mogen niet gevangen of gedood worden.  |
| GGN (GLOBALG.A.P. Number)             | Boerderijen en faciliteiten          | Een uniek identificatienummer dat wordt toegewezen aan een gecertificeerde producten om hun oorsprong te volgen.                                                                    |

## Producten zonder keurmerk
Een product zonder keurmerk is voor een consument lastiger te checken op duurzaamheid en in welke omstandigheden het product tot stand is gekomen. Dit hoeft niet per definitie slechter te zijn. Het ontbreken van een keurmerk wil dus niet zeggen dat het product niet duurzaam is. Een fabrikant kan verschillende redenen hebben, zoals:
- Vindt het keurmerk te duur of kan het momenteel niet veroorloven
- Vindt de eisen die het keurmerk stelt te laag
- Ziet geen meerwaarde van het keurmerk voor dit type product
- Het keurmerk is niet bekend genoeg voor de fabrikant
- De eisen die het bedrijf stelt aan het product kent geen keurmerk met deze eisen

## Betrouwbaarheid
De betrouwbaarheid meten van een product wordt relevant wanneer een keurmerk effectief op een verpakking staat vermeld. Dan pas worden de juiste vragen gesteld, is dit correct? Is het nep of echt? Is het een keurmerk, label of eerder een logo?

### Bedrijfslogo
Indien een product aan eigen eisen voldoet kan een fabrikant ook kiezen voor een bedrijfslogo te plaatsen. De controle is soms onafhankelijk, maar niet altijd. In zo'n geval is het geen keurmerk want het logo is van de leverancier zelf. Niemand anders mag zich hierbij aansluiten. Dergelijke situaties worden versterkt door het feit dat in principe iedereen een label mag maken, wat veel ondernemingen ook doen. Dit is ook gekend onder de term 'pseudolabel'.
Voorbeeld in Nederland (situatie in 2020):
- Blije Kip: suggereert dierenwelzijn, maar het is geen keurmerk
- Beter voor de Koe: stelt geen harde eisen aan dierenwelzijn en het is niet duidelijk hoe controle is geregeld

Voorbeeld in België (situatie in 2016):
- Beste milieuproduct van het jaar: zelfverklaarde logo doet indruk geven erkend te zijn
- Duurzaamste in zijn soort: vage en dubbelzinnige woorden als aanbeveling gebruiken

### Greenwashing
Bedrijven die zich duurzamer, maatschappelijker of verantwoordelijker voordoen dan ze eigenlijk zijn, wordt greenwashing genoemd. Consumenten denken dan vaak dat een product of dienst duurzaam is maar het tegendeel is waar. Voorbeelden zijn verpakking bewust groener maken of beweren dat een product uit natuurlijke producten bestaat. De Belgische economische inspectie ontving in 2021 66 meldingen over valse labels en 9 over greenwashing.

### Nieuwe EU-wet
Elk land in de Europese Unie heeft één nationale accreditatie-instelling. Daarnaast geldt een verbod op oneerlijke handelspraktijken. In het verlengde hiervan heeft het Europese Parlement in 2020 een wet aangenomen om greenwashing tegen te gaan.
Hierin worden een aantal zaken vastgelegd om een einde te maken aan misbruik met keurmerken:
- De wet bestaat uit een lijst met wat duurzaam is en wat niet
- Welke eisen moet een product voldoen om duurzaam te worden genoemd
- Tot hoeverre moet een producent investeren om hieraan te voldoen
- Het bedrijf moet bewijzen waarom zij hun product groener wil noemen
- Het bedrijf moet ook aangeven als er geen duurzame check is gedaan
- Grote bedrijven zijn verplicht te rapporteren hoeveel procent van hun activiteiten duurzaam is

### Taak van de overheid
De overheid moedigt de betrouwbaarheid van keurmerken en certificaten aan met:
- Algemene informatie over keurmerken
- Informatie over specifieke keurmerken van Milieu Centraal en het Voedingscentrum
- Goedkeuring van de raad voor Accreditatie (RvA) of de Belgische Accreditatie-instelling (BELAC)
- Een verbod op oneerlijke handelspraktijken steunt

In Nederland heeft de rijksoverheid bepaald dat RvA de nationale accreditatie-instantie is voor Nederland en in België heeft de overheid van België bepaald dat Belac de nationale accreditatie-instantie is voor België. De Belgische website Labelinfo (onderdeel van Eos Wetenschap) geeft informatie over duurzaamheidskeurmerken die ook op Nederlandse producten voorkomen.

### Misleidend
Wanneer bepaalde producten bijvoorbeeld andere toestellen niet kunnen verstoren, worden ze gelabeld met een CE-markering. Oorspronkelijk werd geopperd dat Chinezen jaren geleden strategisch hadden gekozen voor een bijna-exact-kopie van het Europese CE-markering om de 'China Export' aan te duiden met het Chinese CE-logo. Maar na grondig onderzoek kwam Günter Verheugen tot de vaststelling dat het (Chinese) CE-logo officieel niet bestaat. Het kwam tot stand om vervalsing van een CE-markering na te streven. Dit is verwarrend en misleidend voor consumenten wanneer het zich voordoet omdat het bekende logo vertrouwen opwekt.
Volgens merkenexpert Rik Riebos in het televisieprogramma Kassa, de Verlenging was er anno 2010 inderdaad nog een grijs gebied ondanks er regels zijn voor echte keurmerken die aan strenge eisen moesten voldoen. De fabrikanten mogen de consumenten niet misleiden en in het programma werd alvast de vraag gesteld of de regering nog meer moet doen. Deze bevinding kreeg deels kleur in 2020 toen de nieuwe strengere EU-wet werd aangenomen. In hetzelfde artikel zei hij ook dat consumenten zelf ook een verantwoordelijkheid dragen.
Ook in opdracht van het Federaal Instituut voor Duurzame Ontwikkeling (FIDO) in België werd deze vraag gesteld "Hoeveel aandacht schenkt de overheid aan milieu, sociale, ethische en circulaire aspecten? Is er genoeg ruimte voor innovatie, lokale bedrijven en de KMO of duurzame keurmerken?". Er werd in 2017 door de onderzoekers van de Radboud universiteit Nijmegen een grootschalig dataonderzoek gevoerd. Deze uitgebreide categorisering bracht belangrijke evoluties en goede praktijken in duurzaam aankopen bij de overheid in kaart.

## Grootschalig onderzoekACM
Er heerst meer en meer wildgroei van keurmerken op verpakkingen en de ACM wou meer inzicht verwerven hoe de consument hiermee omgaat. De officiële vraagstelling luidt: "Welke kennis hebben consumenten over keurmerken, hoe waarderen ze keurmerken en in welke mate laten  zij zich door keurmerken beïnvloeden?" Het onderzoek onder "GfK 36672 ACM Keurmerken 2015" is uitgevoerd in overeenstemming met het quality systeem van GfK dat is gecertificeerd volgens de normen van NEN-EN-ISO 9001, ISO 20252 en ISO 26362. GfK is tevens lid van de brancheorganisatie MOA. De conclusie in grote lijnen zijn de volgende:

### Kennis
Uit onderzoek is gebleken dat de aspecten van keurmerken door consumenten goed aangegeven werden. De verwachtingen daarentegen sluiten niet aan bij de opvattingen over het huidige landschap. 68% willen het gevoel krijgen eerlijke informatie te krijgen en 66% verwacht dat een keurmerk door een onafhankelijke instantie wordt uitgevoerd.
Consumenten verwachten volgens het onderzoek dat een product of dienst met keurmerk:
- Voldoet aan voorwaarden, eisen of normen die een onafhankelijk persoon, organisatie of instantie voorschrijft
- Getest is door een onafhankelijk persoon of instantie
- Een vaste kwaliteit heeft
- Een bepaalde garantie geeft
- Iets zegt over hoe het product is gemaakt

Verder duidt het onderzoek ook aan hoe de consumenten juist aan de extra informatie komen: 
- 84% van de consumenten gaat niet zelf actief op zoek naar informatie
- De meerderheid verkrijgt informatie online, met name via Google
- 43% via website van het keurmerk zelf
- En één kwart bij consuwijzer of de site van de overheid

Opvallend is dat vele consumenten aangeven via ‘ongevraagde manier’ aan informatie te komen over keurmerken door televisieprogramma’s en reclameboodschappen. Dat leidt wel tot kennis, maar men zoekt het niet doelbewust op.

### Houding
Uit onderzoek blijkt dat de helft van de consumenten vindt dat er te veel keurmerken zijn. Het zijn er zoveel dat niemand ‘door de bomen het bos niet meer ziet’. Te veel keurmerken maken het voor consumenten lastig om onderscheid te maken. Er wordt soms aan keurmerken getwijfeld, veel consumenten zijn sceptisch ten aanzien van keurmerken omdat ze twijfelen aan de betrouwbaarheid ervan. Maar ondanks (enige) scepsis, hechten driekwart van consumenten wel veel belang aan keurmerken. 
De meeste consumenten vinden keurmerken belangrijk binnen:
- Milieu en duurzaamheid (90%)
- Webwinkels (84%)
- Banken / verzekeringen (82%)
- Reizen (81%).
- 40% van de consumenten kan geen oordeel geven over keurmerken

Ook in België blijken gelijkaardige pijnpunten aan het licht te komen bij een bevraging door Test Aankoop naar de houding van consumenten. Hieruit blijkt dat de meeste consumenten keurmerken en labels wel nuttig vinden maar dat er verwarring heerst door de overvloed ervan. Uit hetzelfde onderzoek blijkt ook dat consumenten in België minder vertrouwen hebben in de autoriteiten om de juistheid ervan te verifiëren.

### Gedrag
Uit onderzoek blijkt dat keurmerken geen grote rol lijken te spelen als aanschafcriterium. Het betekent dat de meeste consumenten vooral hun eigen ervaring en prijs meewegen bij de aanschaf van een product of service. Verder blijkt nog dat de extra reden van laag vertrouwen in keurmerken komt doordat televisieprogramma’s op een kritische manier aandacht besteden aan keurmerken. Hierdoor worden
consumenten ook kritischer. 
De meeste ervaringen met keurmerken hebben consumenten binnen deze categorieën:
- Voedingsmiddelen (33%)
- Webwinkels (32%)
- Reizen (27%)
- Bijna een derde heeft geen ervaringen met keurmerken

### Goed systeem loont
Naar de toekomst toe ziet de ACM de volgende relevantie door het onderzoek:
- Minder wildgroei en duidelijkheid bij de totstandkoming ervan
- Nog prominenter aanwezig op internet
- Strengere controle op keurmerken
- Landelijk vastgesteld en controle van buitenaf
- Heldere objectieve informatie
- Één keurmerk per categorie dat garandeert dat het product datgene bevat wat er in staat

Anita Vegter, een bestuurslid van ACM suggereert het volgende om de volle geloofwaardigheid terug te herstellen:
"Organisaties en bedrijven die keurmerken uitgeven zouden er goed aan doen een einde te maken aan de huidige wildgroei. Er moet een kader komen voor het oprichten en beheren van keurmerken. Daarmee kunnen keurmerken hun oorspronkelijke functie terugkrijgen: kansen voor bedrijven om zich te onderscheiden en een betrouwbaar hulpmiddel voor consumenten om een geïnformeerde keuze te maken."
"ACM vindt dat vooral marktpartijen en brancheorganisaties zelf, samen met consumentenorganisaties, stappen zouden moeten zetten om te komen tot een kader voor het oprichten en beheren van keurmerken. De overheid kan daarbij wel een coördinerende en aanjagende rol vervullen. Wij zien dit al gebeuren op terreinen van voedselkwaliteit en duurzaamheid. Iedereen heeft baat bij een goed systeem voor betrouwbare keurmerken."

## Keurtekens
Een variante op keurmerken zijn keurtekens voor edelmetalenvoorwerpen. Ook na grondig onderzoek van edelmetalenvoorwerpen wordt er vaak een keurteken geplaatst wanneer het edelmetaal voldoet aan de gestelde vereisten. Er kan ook een gehalteteken worden geplaatst om het soort en het gehalte van het edelmetaal uit te drukken. Het is belangrijk dat keurtekens en gehaltetekens ook aan bepaalde wettelijke vereisten voldoen. In Nederland wordt dit bepaald via de "Waarborgwet 2019" onder toezicht van de Rijksinspectie Digitale Infrastructuur (RDI).